# علي كده
علي عبد الرحمن كده (مواليد 1973 في حربنوش، إدلب) مهندس كهرباء وسياسي سوري شغل منصب وزير الداخلية في حكومة محمد البشير من 19 كانون الثاني 2025 إلى 29 آذار 2025. شغل سابقا منصب رئيس الوزراء الرابع لحكومة الإنقاذ السورية من 2019 إلى 2024.

## الحياة الشخصية
علي كده مواليد 1973م ينحدر من قرية حربنوش في ريف إدلب، ولديه خمسة أولاد، حاصل على إجازة في الهندسة العسكرية وإجازة في الهندسة الكهربائية اختصاص الإلكترون في جامعة حلب وأوفد ببعثة علمية إلى الصين، سُجن لمدة سبعة أشهر في سجون النظام السوري

## النشاط السياسي
شارك في إدارة المجالس المحلية في المناطق الخارجة عن سيطرة النظام السوري، تقلد منصب رئاسة حكومة الإنقاذ السورية للدورات الثالثة والرابعة والخامسة، بانتخاب من هيئة تشريعية تسمى مجلس الشورى العام، ظهر علي كده بشكل متكرر إلى جانب أحمد الشرع قائد هيئة تحرير الشام خلال اجتماعات مجلس الشورى العام وأثناء تدشين طريق حلب - باب الهوى